# Villa Magni

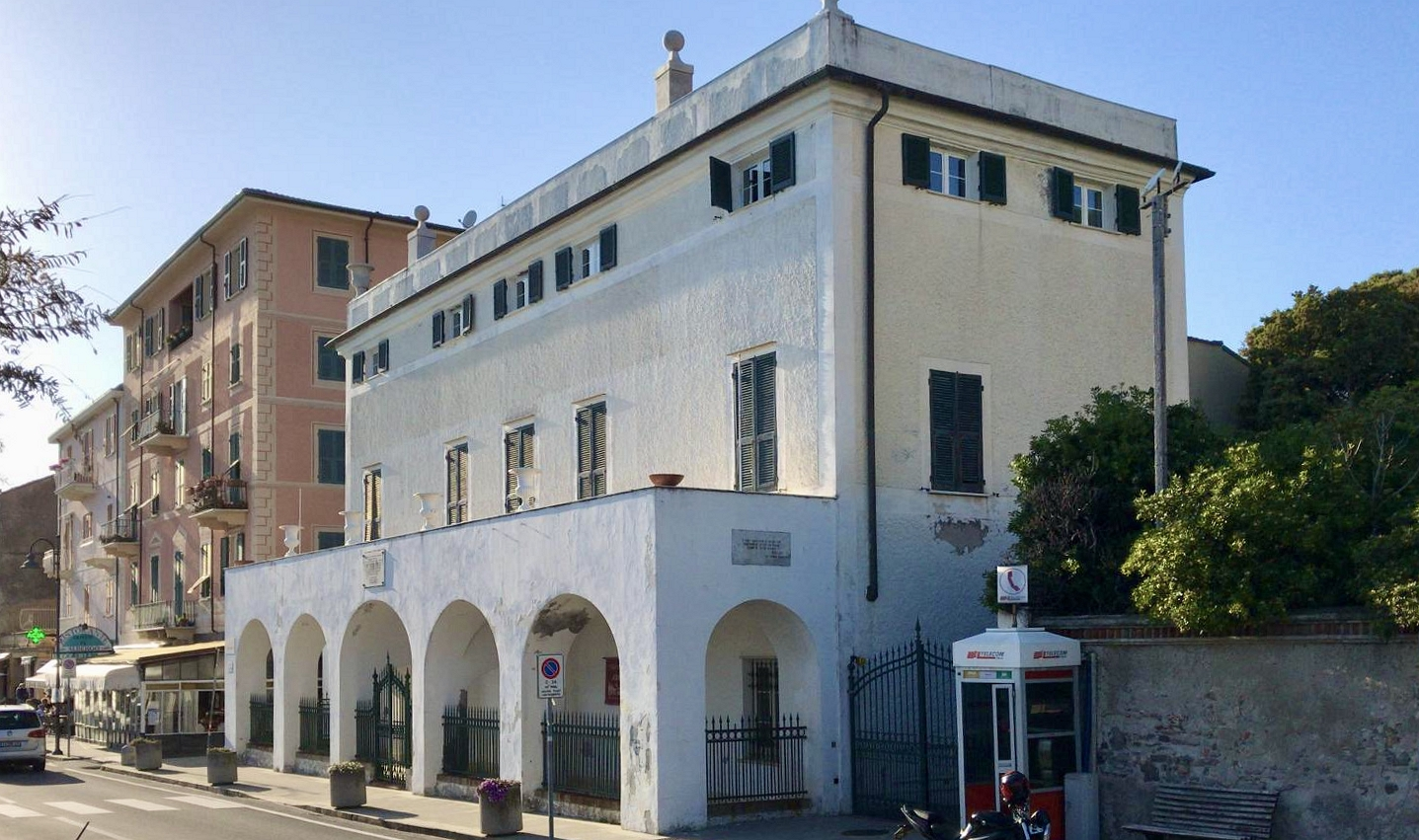
Villa Magni in San Terenzo

Die Villa Magni [ˈvilla ˈmaɲɲi] oder auch Casa Magni ist ein historisches Gebäude an der Küste von San Terenzo, einem Ortsteil von Lerici am Golf von La Spezia. Sie ist vor allem dafür bekannt, dass sich 1822 Percy Bysshe Shelley und Mary Shelley, beide Schriftsteller der englischen Romantik, hier aufgehalten haben. Daher wird das Gebäude auch als Villa Shelley bezeichnet.

## Lage und Gebäude

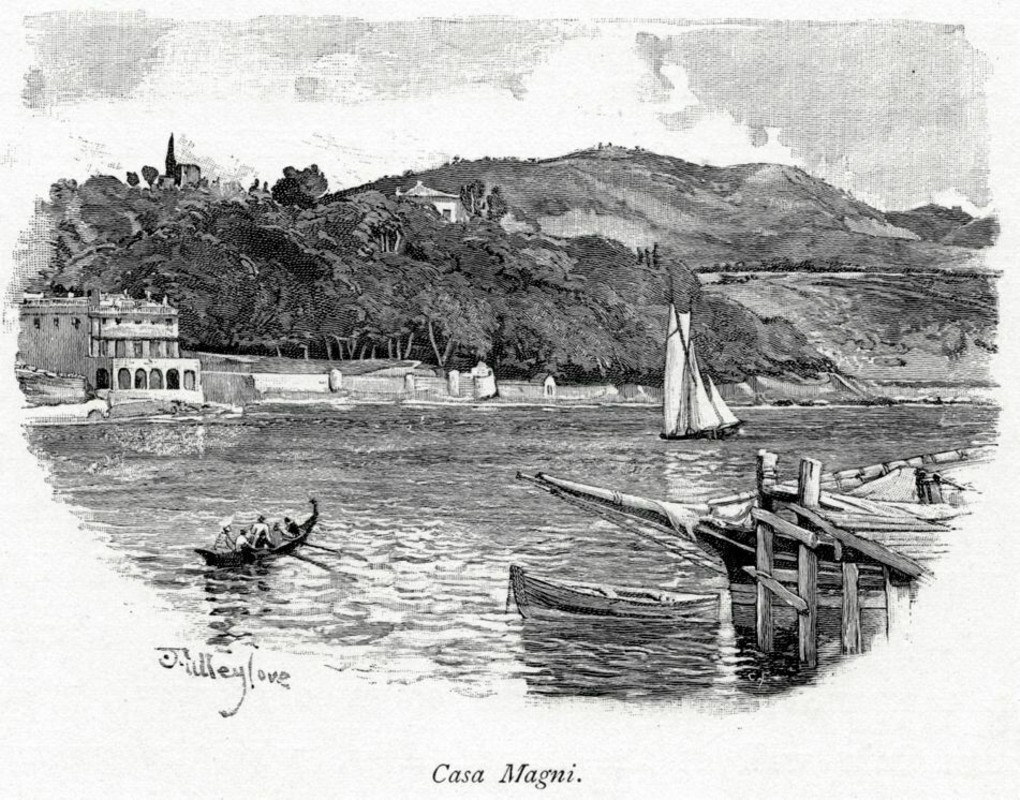
Villa Magni mit dem Vorgebirge von Marigola

Zwischen San Terenzo und Lerici liegt
das Vorgebirge von Marigola, das zum Meer hin mit einem Plateau abschließt. Die Villa befindet sich am östlichen Rand von San Terenzo, wo sich das Relief zum Plateau hin zu erheben beginnt. Zur Zeit der Errichtung der Villa führte von San Terenzo nach Lerici noch keine Straße entlang der Küste, so dass das Gebäude unmittelbar am Meer lag. Da zu dieser Zeit die Bebauung am Ufer noch nicht so weit fortgeschritten war, befand sich die Villa etwas außerhalb von San Terenzo.
Der Villa besitzt insgesamt drei Geschosse, wobei das Dachgeschoss niedriger als die beiden darunter liegenden ist. Zum Meer hin ist der Villa ein Portikus mit fünf Bögen vorgebaut, von denen der mittlere Bogen breiter und höher ist als die anderen. Im ersten Obergeschoss wird die Fassade durch fünf Türen gegliedert, wobei die mittleren drei enger beieinander liegen. Das Dachgeschoss besitzt zum Meer hin fünf kleinen Fenster, die jeweils über den Türen liegen. Dem Dach aufgesetzt ist eine Balustrade. Auf der Rückseite hat der Baukörper nach San Terenzo hin einen Gebäudeflügel, so dass insgesamt eine L-Form gegeben ist.

## Geschichte

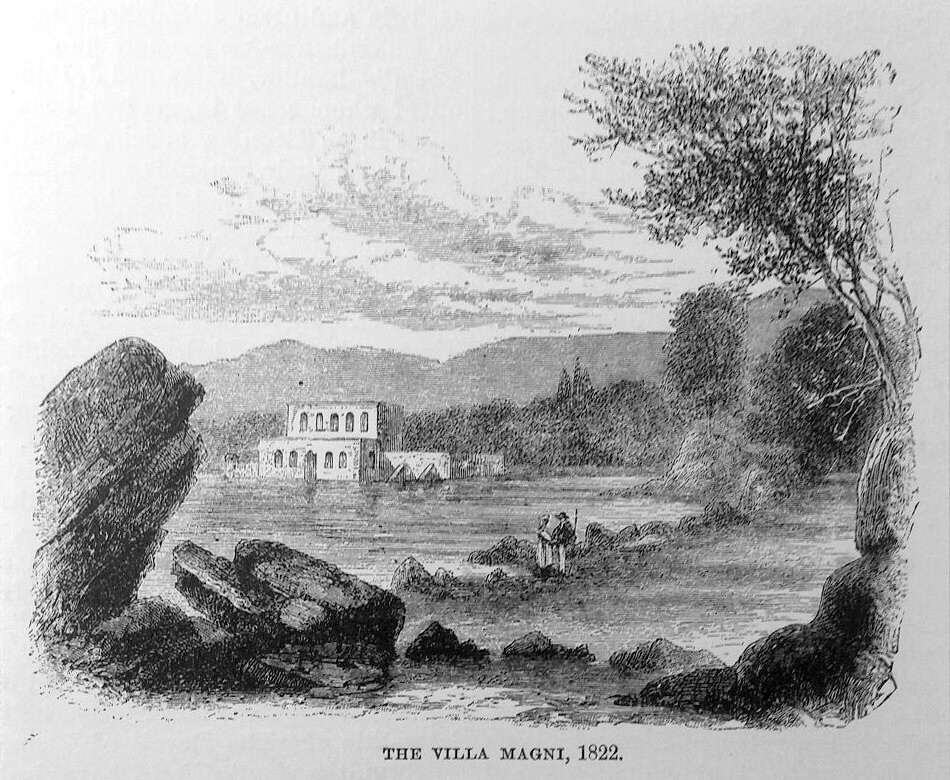
Villa Magni Anfang des 19. Jahrhunderts

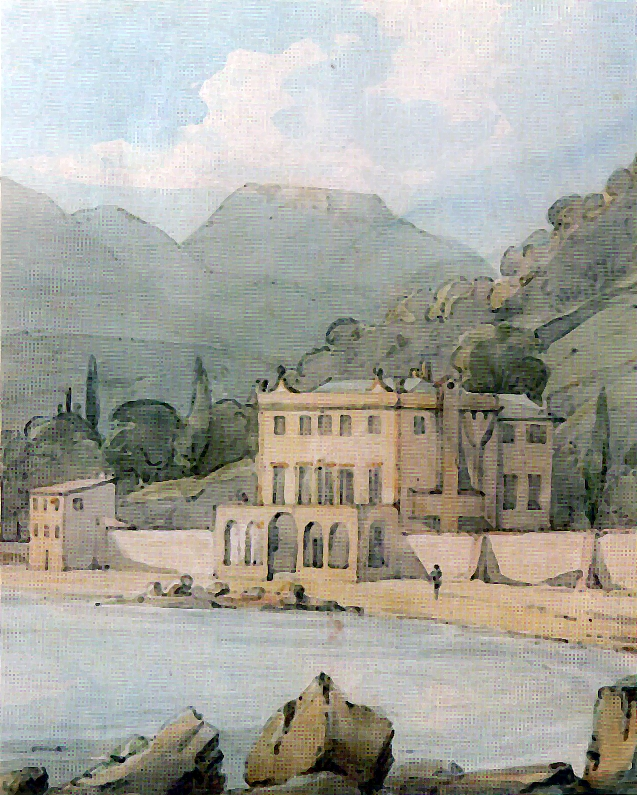
Villa Magni Mitte des 19. Jahrhunderts

Das Gebäude wurde im 16. Jahrhundert von der Ordensgemeinschaft der Barnabiten als Kloster erbaut und als Wohn-, Arbeits- und Gebetsstätte genutzt. Später wurde das Kloster aufgelöst und das Anwesen ging in Privatbesitz über. 1729 gehörte die Villa nachweislich zum Eigentum der Familie De Rocca und war eine von drei Landsitzen mit angrenzender landwirtschaftlicher Nutzung östlich von San Terenzo. Am Ortsrand lag die Villa De Marchi und in Richtung Lerici befand sich das Anwesen der Massa Sarioni. Allem Anschein nach besaß die Villa Magni zu dieser Zeit noch nicht die heutige Form und Anlage. Das dritte Geschoss wurde wahrscheinlich erst später dem Baukörper hinzugefügt, ebenso der Seitenflügel an der Rückseite des Gebäudes. Auf beiden Seiten der Villa schützten lange Mauern die Grünanlagen vor dem Meer.
Ende des 18. Jahrhunderts wurde die Villa von der Familie Ollandini aus Lerici erworben, die bereits große Teile des Vorgebirges von Marigola zu ihrem Besitz zählte und für die Produktion von Oliven und Wein nutzte. Der Marquese Gaetano Ollandini, der auch einen Palazzo in Sarzana besaß, ließ Ende des 18. Jahrhunderts auf dem Hügel von Marigola eine größere Villa zur Sommerfrische und als Zentrum der großen landwirtschaftlichen Ländereien errichten. Heute befindet sich dort das Anwesen der Villa Marigola.

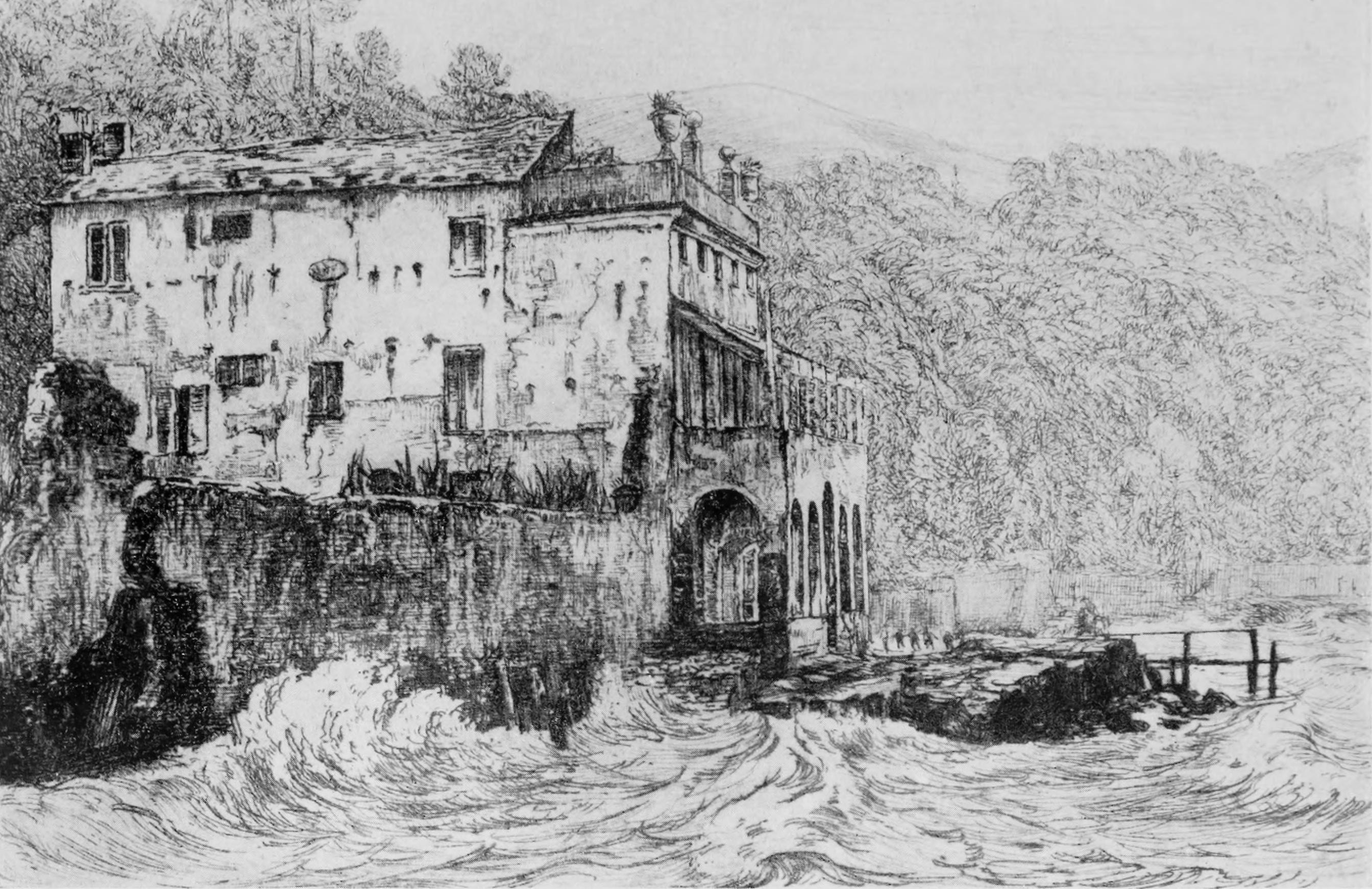
Villa Magni um 1820

Im Frühjahr 1818 waren Percy Bysshe Shelley und seine Frau Mary Shelley zusammen mit ihren Kindern William und Claire in Italien angekommen. Die Shelley-Familie fühlte sich zwar wohl in Italien wohl, blieb aber an keinem Ort für längere Zeit. Sie hielten sich in Venedig, Livorno, Florenz, Este, Neapel, Rom und Pisa auf. Der Aufenthalt in Italien wurde jedoch durch den Tod der beiden Kinder überschattet. Clara starb im September 1818 in Venedig, William im Juni 1819 in Rom. Der Tod ihrer Kinder stürzte Mary Shelley in eine schwere Depression, die sie von Percy Shelley entfremdete.

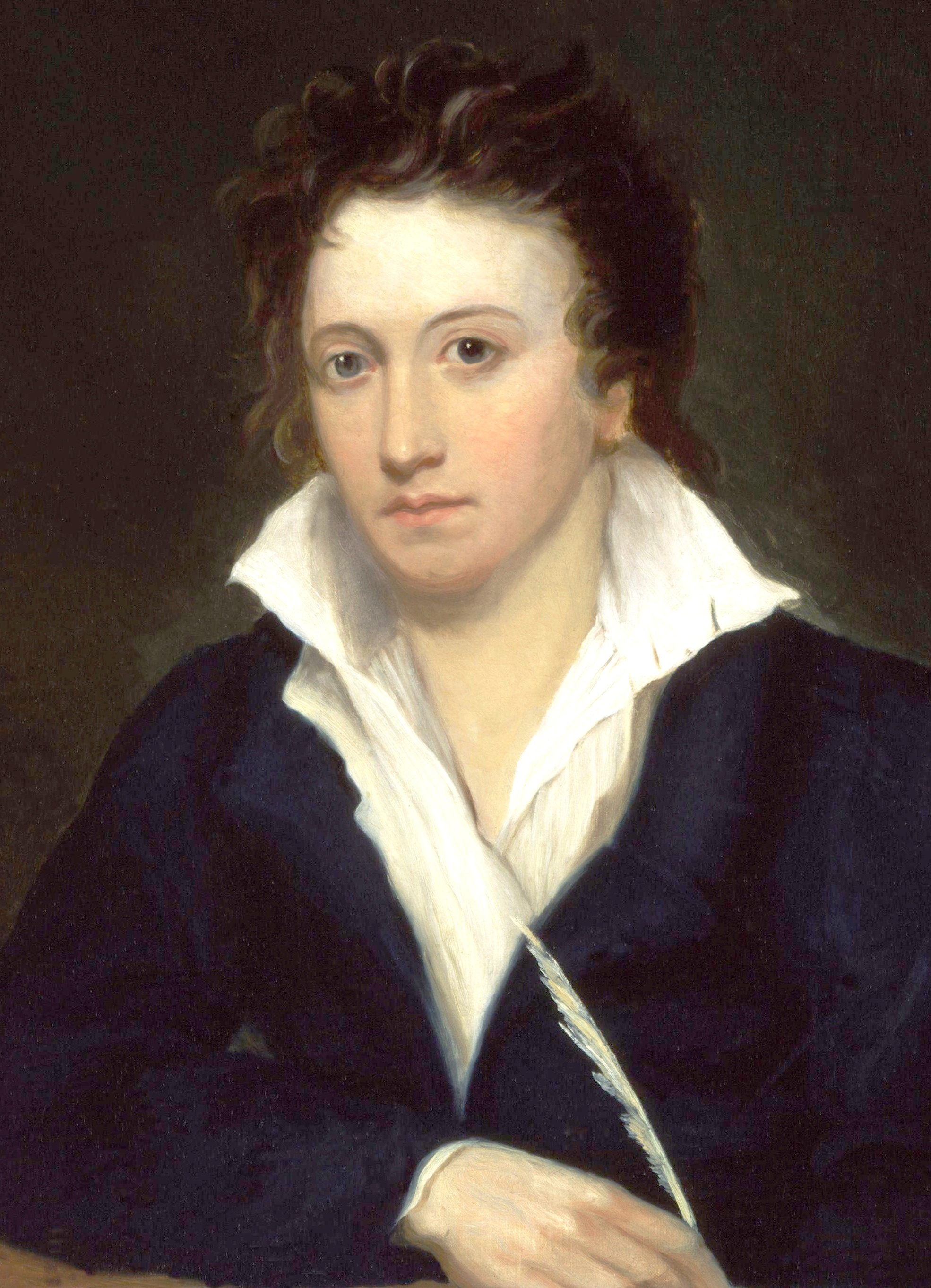
Percy Bysshe Shelley
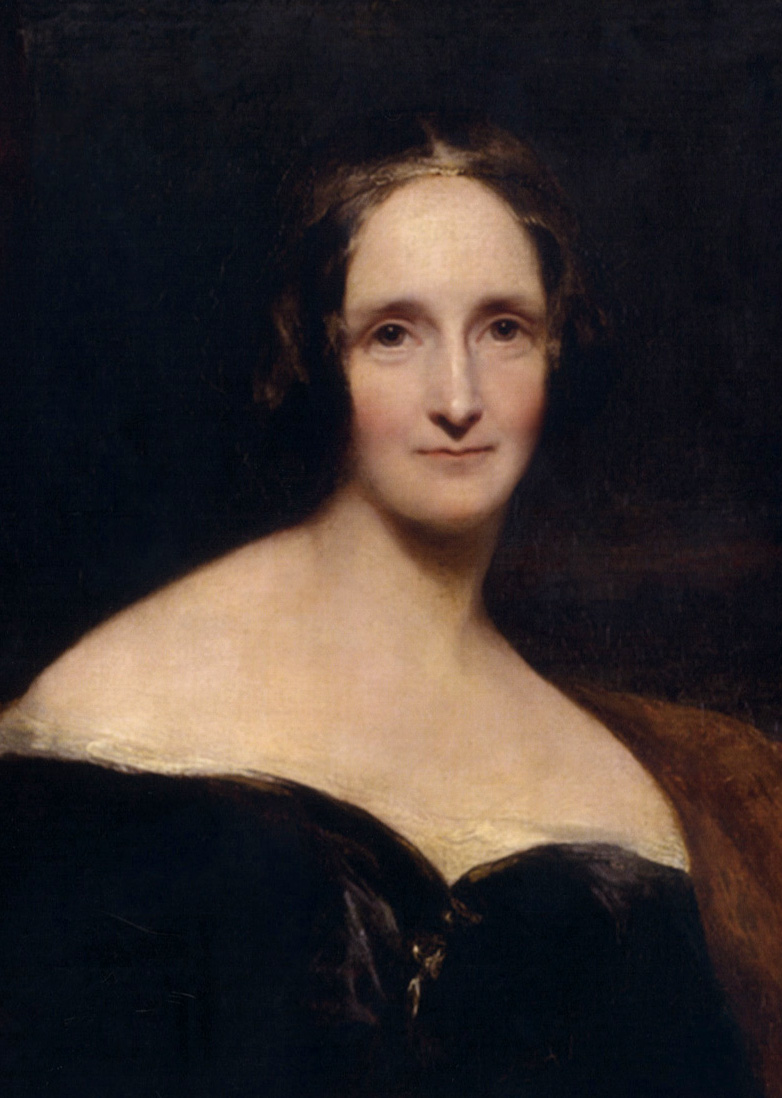
Mary Shelley
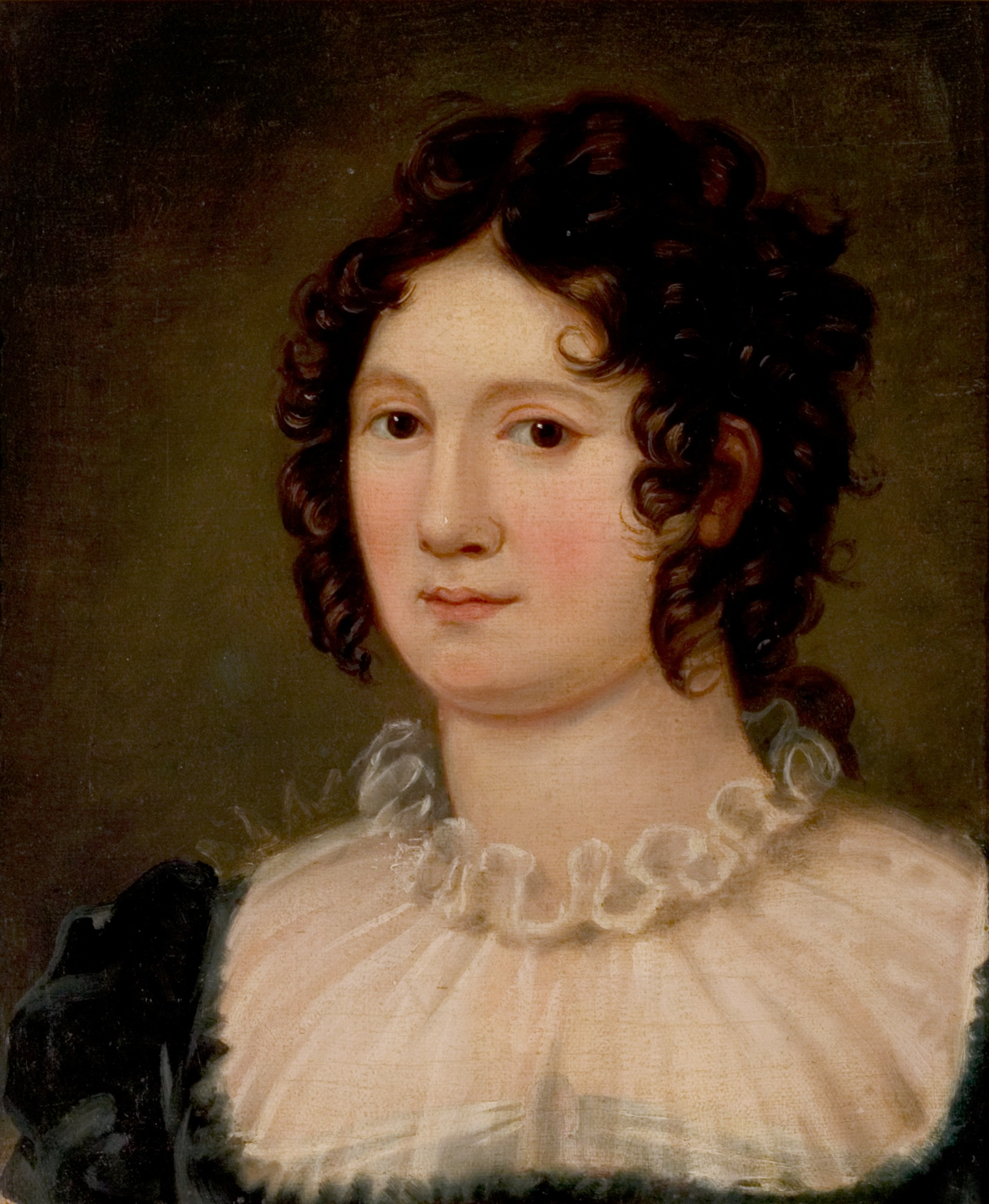
Claire Clairmont
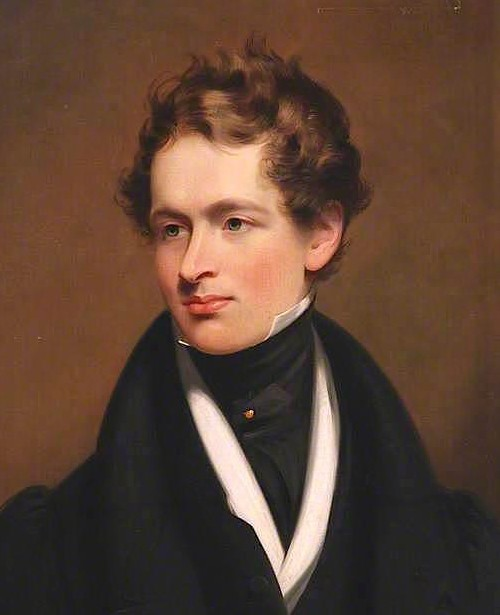
Edward Ellerker Williams
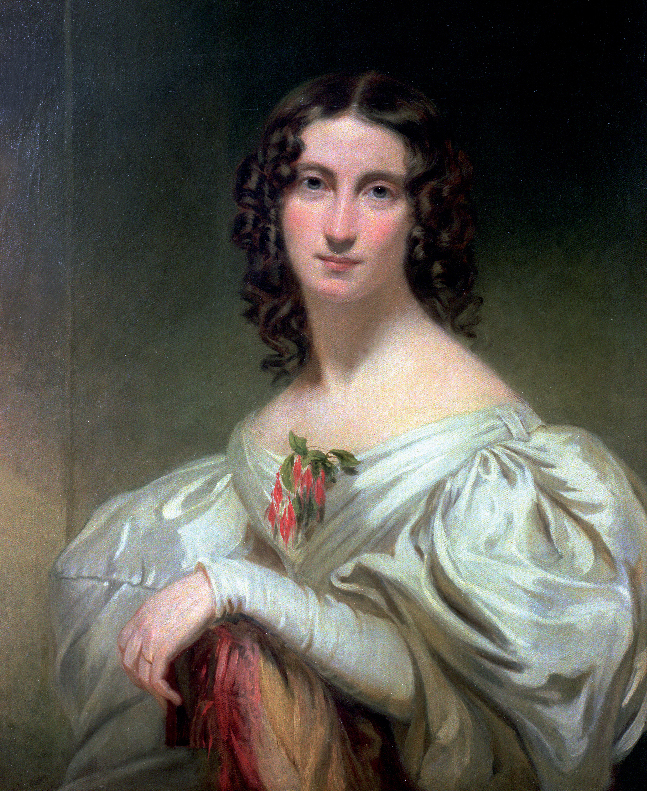
Jane Williams
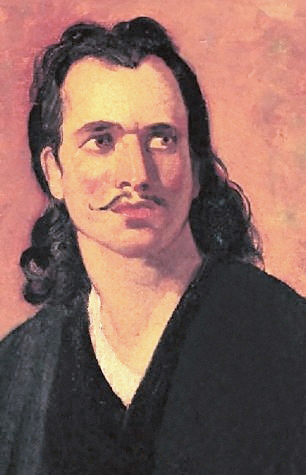
Edward John Trelawny

Von Pisa aus bereiste Percy Bysshe Shelley den Golf von La Spezia mit der damals unberührten Hügellandschaft von Lerici. Mit einem Boot erkundete er den Golf und entdeckte die allein stehende Villa Magni, die einem natürlichen Wald vorgelagert und vom Meer umspült war. Im April 1822 bezogen die Shelleys zusammen mit Claire Clairmont, Edward und Jane Williams die Villa Magni, die ihnen von der Familie Ollandini zur Anmietung zur Verfügung gestellt worden war. Claire Clairmont war die Stiefschwester von Mary Shelley und Geliebte des Dichters Lord Byron, mit dem sie eine gemeinsame Tochter hatte. Edward und Jane Williams hatten die Shelleys 1821 in Pisa kennen gelernt.
Die Shelleys zogen zahlreiche Freunde an, die unterschiedlich lang blieben, um die Zeit mit Literatur, Spaziergängen und Bootsfahrten zu verbringen. Einer der Gäste, Edward John Trelawny, beschrieb die Villa als rustikales Gebäude mit einem bodenlosen Erdgeschoss, das für Boote und ihre Ausrüstung genutzt wurde, und einem einzigen Obergeschoss mit einer zentralen Halle und vier Zimmern. Dazu gab es einen Kamin, der zum Kochen genutzt werden konnte. Der Balkon auf dem Portikus war nach seiner Beschreibung mit einer Markise überdacht und bildete dadurch eine Veranda. Auf einer Fotografie, die um 1880 entstanden ist, kann man eine solche Konstruktion über dem Balkon erkennen.

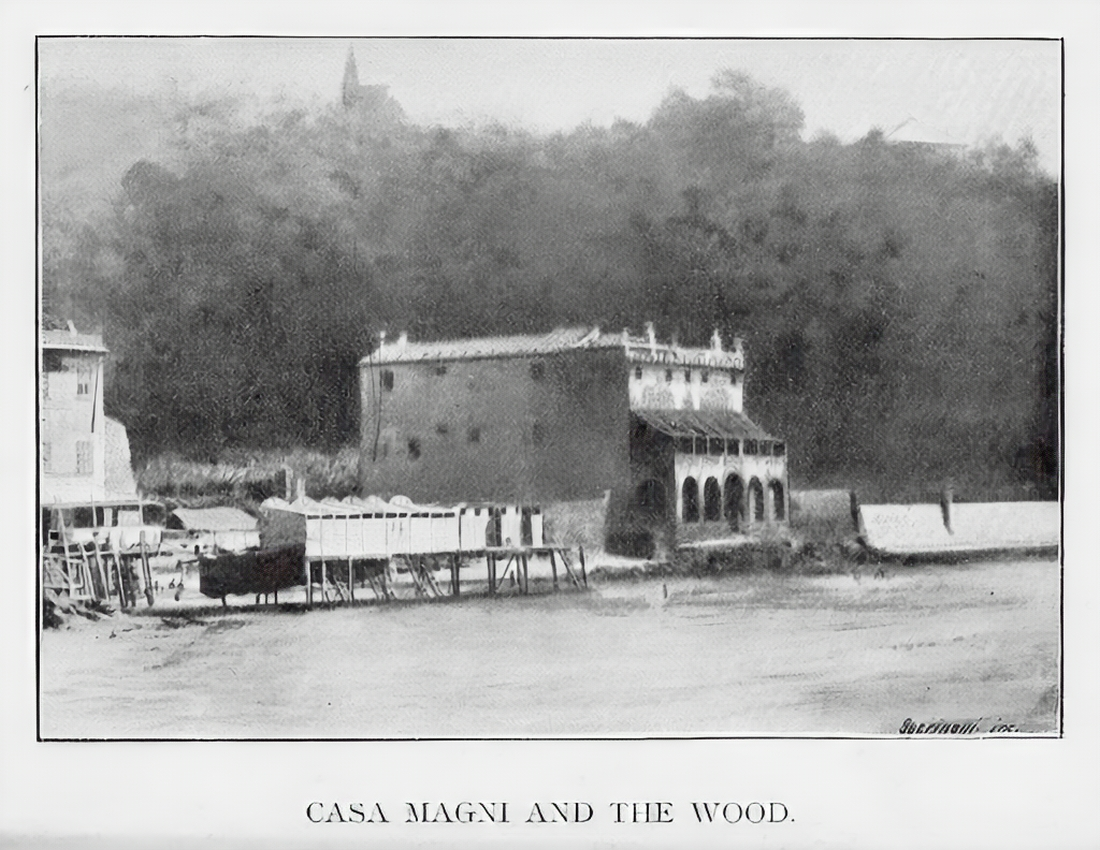
Villa Magni um 1880

Kurz nach dem Einzug musste Percy Shelley Claire Clairmont darüber informieren, dass ihre Tochter Allegra an Typhus gestorben war. Ende Juni kam Lord Byron, der Vater des verstorbenen Kindes, zu Besuch an den Golf von La Spezia. Byron war im Gegensatz zu Shelley, der nicht schwimmen konnte, ein sehr guter Schwimmer. Legendenhaft überliefert wird, dass Byron mehrmals von Porto Venere zur Villa Magni nach San Terenzo oder nach Lerici geschwommen sein soll. Die Schwimmstrecke dürfte dann 6 bis 7 km betragen haben.
Mary Shelley war zu dieser Zeit wieder schwanger, erlitt aber am 16. Juni eine Fehlgeburt und verlor dabei so viel Blut, dass sie in Lebensgefahr schwebte. Vermutlich rettete Percy Shelley seiner Frau das Leben, indem er sie in ein Eisbad setzte, um die Blutungen zu stoppen. Percy Shelley verbrachte mehr Zeit mit Jane Williams als mit seiner depressiven und kränklichen Frau. Die meisten der kurzen Gedichte, die Percy Shelley in der Villa Magni schrieb, richteten sich an Jane Williams.
Im Mai hatte Percy Shelley zusammen mit Edward Williams ein Segelboot gekauft, mit dem ausgiebige Segeltouren unternommen wurden. Am 1. Juli 1822 segelten Shelley, Williams und der Bootsjunge Charles Vivian zu Lord Byron und Leigh Hunt nach Livorno, um das gemeinsame Projekt einer Zeitschrift zu besprechen. Am 8. Juli segelten Shelley, Williams und der Bootsjunge zurück nach San Terenzo. Allerdings kamen sie dort niemals an. Daraufhin brachen Mary Shelley und Jane Williams sofort nach Livorno auf, in der Hoffnung, ihre Partner noch lebend anzutreffen. Am 18. Juli wurden die Leichen der drei Segler am Strand von Viareggio angespült. Lord Byron, Leigh Hunt und Edward John Trelawny verbrannten Shelleys Leiche auf einem Scheiterhaufen am Meer. Mary Shelley blieb noch bis September 1822 in der Villa Magni, bevor sie nach Genua übersiedelte und im Juli 1823 nach England zurückkehrte.
Der Landsitz von Marigola mit der zugehörigen Villa wurde 1836 vom florentinischen Marchese Maccarani erworben. 1888 kam das Anwesen in den Besitz des Bankiers Reginald Jenkin Pearse und zu Beginn des 20. Jahrhunderts folgte ihm der Marquis Magni Griffi. Wie sich in diesem Zusammenhang die Eigentumsverhältnisse bezüglich der Villa Magni änderten, die damals zu dem Anwesen gehörte, lässt sich nicht zweifelsfrei klären. Jedenfalls war ein Marchese Maccarani 1882 Eigentümer der Villa Magni.

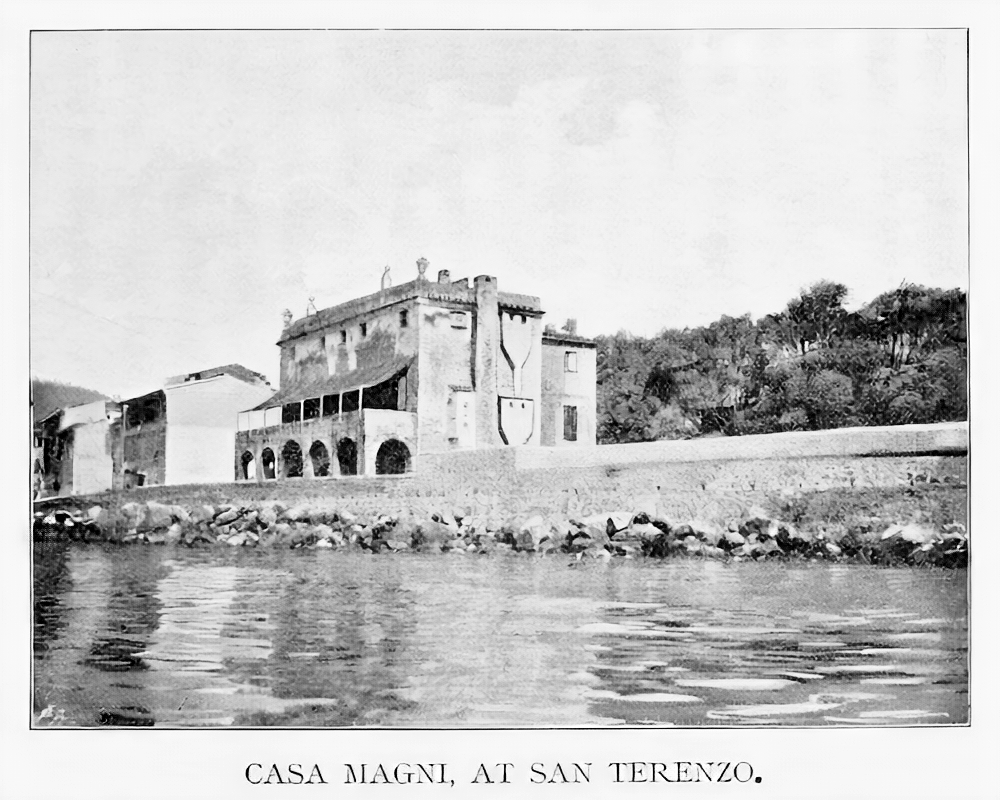
Villa Magni um 1900

Um 1880 wurde entlang der Küste der Bau einer Straße von San Terenzo nach Lerici geplant. Der Bau der Straße war damals umstritten, da die Villa dadurch einen großen Teil seines Charmes verlieren würde. 1888 wurde die Straße mit einer Steinmauer als Uferbefestigung fertiggestellt, so dass die Villa nicht mehr unmittelbar am Meer lag. Neben der Villa wurde später ein Park mit geometrischen Formen eines traditionellen italienischen Gartens angelegt. Die Bebauung setze sich entlang der Küstenstraße weiter fort, so dass die Villa Magni heute links und rechts von Gebäuden umgeben ist. Die Villa ist nach wie vor in Privatbesitz, aber es ist möglich, sie zu bestimmten Anlässen zu besuchen wie den Giornate di Primavera (Frühjahrstage), die vom Fondo per l’Ambiente Italiano (FAI) veranstaltet werden.

## Inschriften

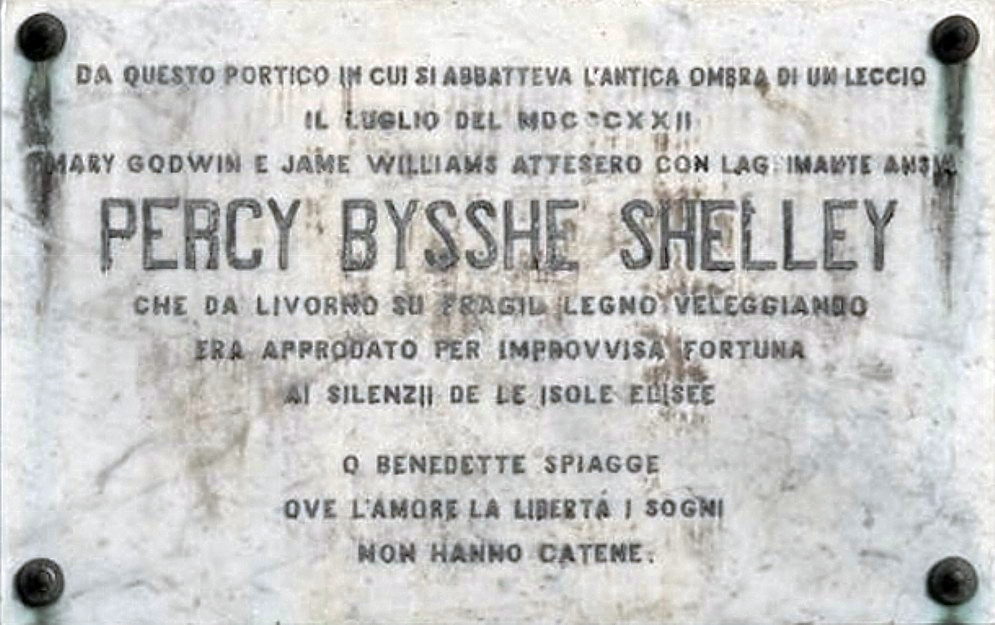
Inschrift an der Fassade

Über dem mittleren Bogen des Portikus wurde Anfang des 20. Jahrhunderts eine Marmortafel in die Fassade eingelassen, die eine Percy Bysshe Shelley gewidmete Inschrift trägt. 1907 wurde ein Wettbewerb über den Text der Inschrift ausgetragen, den der Dichter Ceccardo Roccatagliata Ceccardi (1871–1919) für sich entscheiden konnte. Die Inschrift lautet:
DA QUESTO PORTICO IN CUI SI ABBATTEVA L’ANTICA OMBRA DI UN LECCIO

IL LUGLIO DEL MDCCCXXII

MARY GODWIN E JAME WILLIAMS ATTESERO CON LAGRIMANTE ANSIA

PERCY BYSSHE SHELLEY

CHE DA LIVORNO SU FRAGILE LEGNO VELEGGIANDO

ERA APPRODATO PER IMPROVVISA FORTUNA

AI SILENZI DE LE ISOLE ELISEE

O BENEDETTE SPIAGGE

OVE L’AMORE LA LIBERTA’ I SOGNI

NON HANNO CATENE
Von diesem Säulengang aus, in den der alte Schatten einer Steineiche fiel

Im Juli des Jahres 1822

Warteten Mary Godwin und Jane Williams mit tränenreicher Sorge auf

Percy Bysshe Shelley

Der von Livorno aus auf zerbrechlichem Holz segelnd

Durch plötzliches Glück gelandet war

In der Stille der Elysischen Inseln

Oh gesegnete Gestade

Wo Liebe, Freiheit und Träume

Keine Ketten haben
An der Fassade der Villa befinden sich drei weitere Tafeln mit Inschriften.